# Benjamín Rivero
Benjamín Rivero (México) é um ator mexicano de televisão. Já atuou em várias novelas como No limite da paixão, a gata, Amanhã é para sempre e várias outras.

## Filmografia

### Telenovelas e Séries
- El niño que vino del mar - 1999... Fabián
- Siempre te amaré - 2000... Verrugas
- Por un beso - 2000... Luis Ponce "El Duende"
- Amigas y Rivales - 2001... Eduardo
- Entre el amor y el odio - 2002... Ramón
- La tregua - 2003... Rodolfo
- La esposa virgen - 2005...Efraín
- Apuesta por un amor - 2004/2005... Ramón Cabrera
- Pablo y Andrea - 2005... Roberto Mikonos
- Mujer, casos de la vida real - 2006...
- Plaza Sésamo: Bienvenida la primavera - 2006... Pablo
- Mundo de fieras - 2006/2007... Mastín
- El Pantera - 2007... Aldo
- Vecinos - 2006/2008... Neto Rubio
- Sin senos no hay paraíso - 2008... Miguel
- Mañana es para siempre - 2008/2009... Lúcio Bernardes
- Plaza Sésamo - 2008/2009... Pablo
- Zacatillo, un lugar en tu corazón - 2010... Gustavo Velez
- Rafaela - 2011... Fabian
- El Equipo - 2011... Lizárraga
- Dos Hogares - 2011/2012... Braulio
- Amor Bravío - 2012... Bruno Morán
- Nueva Vida - 2013... Eduardo[1]
- La gata - 2014... Jesus Olea Perez "Bebeto"/ João Garça
- La vecina - 2015/2016... Rafael Padilla[2]
- Las amazonas - 2016... Melitón Mélendez
- Señora Acero - 2017/2018... Raúl Ricardo Rondón "el Triple R"
- Como dice el dicho - 2011/2018... Eusebio / Hugo / Ramiro / Beto / Arnoldo / Horário  (Vários Episódios)